# FC Nassaji Mazandaran
El Football Club Nassaji Mazandaran es un equipo de fútbol iraní que actualmente juega en la Liga Profesional del Golfo Pérsico, máxima división del fútbol iraní.

## Historia
El equipo fue fundado en 1959. Estuvo intercambiando su plaza entre la Liga 2 de Irán junto con la Liga Azadegan, donde jugó la mayor parte de su existencia como club. No fue hasta la temporada 2018/19 que no jugó en la primera división de Irán, tras quedar en la segunda posición en la Liga Azadegan, coincidiendo además con su mejor posición en la Copa Hazfi.

## Entrenadores
| - Rahim Dastneshan (1979–94) - Fereydon Asgarzadeh (1994–95) - Nasser Hejazi (2006-07) - Ebrahim Talebi (2007-09) - Nader Dastneshan (2009-10) - Reza Foruzani (2010-11) - Yahya Golmohammadi (2011-12) - Esmaeil Esmaeili (2012–13) - Younes Geraeili (2013) - Nader Dastneshan (2013–15) | - Paulo Alves (2015) - Kourosh Mousavi (2015-16) - Mahmoud Fekri (2016) - Hossein Mesgar Saravi (2016-17) - Saket Elhami (2017) - Hossein Mesgar Saravi (2017) - Mehdi Pashazadeh (2017) - Davoud Mahabadi (2017-18) - Javad Nekounam (2018) - Majid Jalali (2019) | - Mohammad Reza Mohajeri (2019-2020) - Mahmoud Fekri (2020) - Vahid Fazeli (2020-2021) - Majid Jalali (2021) - Saket Elhami (2021-2022) - Esmaeil Esmaeili (2022) - Hamid Motahari (2022-2023) - Carlos Inarejos (2023) - Mehdi Rahmati (2023) - Vahid Rezaei (2023) - Lucas Alcaraz (2023-) |

## Palmarés
Torneos Nacionales
- Copa Hazfi (1): 2022